# Crazy Taxi 3: High Roller
Crazy Taxi 3 är uppföljare på Crazy Taxi och Crazy Taxi 2 och släpptes till Xbox under 2002. Under 2004 kom det även till PC.